# Hào quang 22°

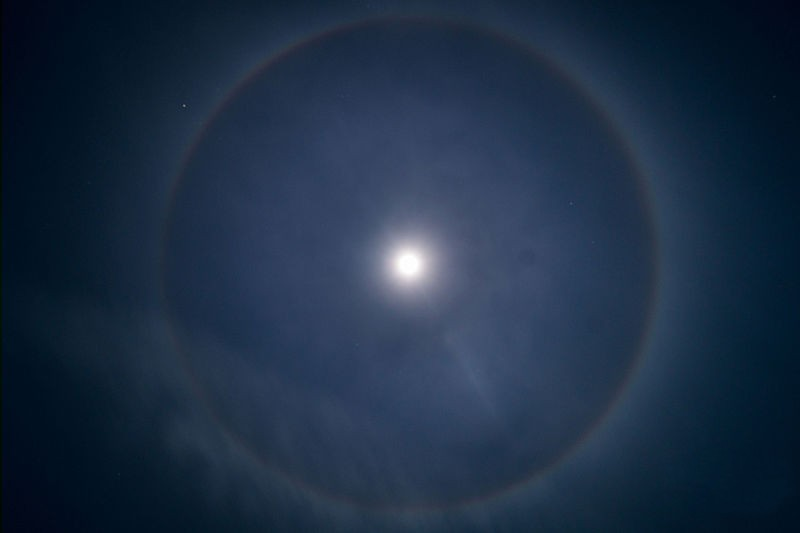
Một hào quang 22° quanh Mặt Trăng.

Hào quang 22° là một hiện tượng quang học thuộc về các quầng sáng tinh thể băng, dưới dạng một vòng tròn có bán kính góc khoảng 22° quanh Mặt Trời hoặc Mặt Trăng. Khi nhìn thấy xung quanh Mặt Trăng, nó được gọi là vòng trăng hoặc quầng sáng mùa đông.
Hình thành khi ánh sáng Mặt Trời hoặc ánh trăng bị khúc xạ trong hàng triệu tinh thể băng lục giác lơ lửng trong bầu khí quyển. Vầng hào quang lớn bán kính gần bằng kích thước của một sải tay. Một hào quang 22°Có thể được nhìn thấy trên 100 ngày mỗi năm - thường xuyên hơn cầu vồng.

## Hình thành

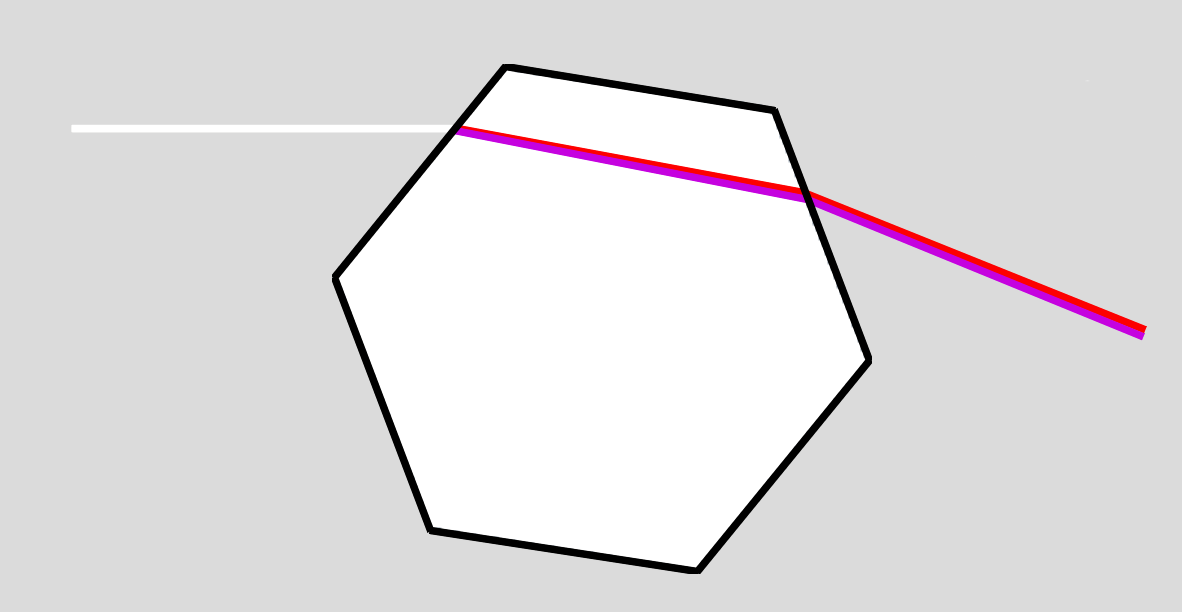
Con đường ánh sáng xuyên qua lăng kính lục giác ở góc tối ưu dẫn đến độ lệch tối thiểu.

Con đường ánh sáng từ những đám mây cho người quan sát.

Mặc dù nó là một trong những loại quầng phổ biến nhất, hình dạng và định hướng chính xác của các tinh thể băng tạo ra hào quang 22° vẫn là một chủ đề gây tranh luận. Cột hình lục giác, ngẫu nhiên định hướng thường được đưa ra là ứng viên có khả năng nhất, nhưng lời giải thích này đưa ra các vấn đề, ví dụ như các tính chất khí động học của các tinh thể này dẫn chúng theo chiều ngang chứ không phải ngẫu nhiên. Các giải thích thay thế bao gồm sự tham gia của các cụm cột băng hình viên đạn.
Khi ánh sáng đi qua góc đỉnh 60°Của lăng kính băng lục giác, nó bị chệch hướng hai lần dẫn đến góc lệch từ 22° đến 50°. Góc lệch tối thiểu là gần 22° (hoặc cụ thể hơn 21,84° trung bình; 21,54° đối với ánh sáng đỏ và 22,37° đối với ánh sáng xanh). Sự thay đổi phụ thuộc theo bước sóng này trong khúc xạ làm cho cạnh bên trong của vòng tròn có màu đỏ trong khi cạnh ngoài có màu xanh nhạt.
Các tinh thể băng trong các đám mây đều làm lệch ánh sáng tương tự nhau, nhưng chỉ những cái từ vòng cụ thể ở 22° đóng góp vào hiệu ứng cho một người quan sát ở khoảng cách đã đặt. Vì không có ánh sáng bị khúc xạ ở các góc nhỏ hơn 22°, bầu trời tối hơn bên trong quầng sáng.
Một hiện tượng khác dẫn đến một vòng quanh Mặt Trời hoặc Mặt Trăng - và do đó đôi khi bị nhầm lẫn với hào quang 22° - là quầng sáng. Không giống như hào quang 22°, nó được tạo ra bởi những giọt nước thay vì tinh thể băng và nó nhỏ hơn và nhiều màu sắc hơn.

## Quan hệ thời tiết
Trong văn hóa dân gian, hào quang Mặt Trăng được cho là cảnh báo về những cơn bão sắp tới. Giống như các hào quang khác, hào quang 22° xuất hiện khi bầu trời bị bao phủ bởi những đám mây mỏng hoặc mây ti tầng thường xuất hiện vài ngày trước một trận bão lớn. Tuy nhiên, những đám mây tương tự cũng có thể xảy ra mà không có bất kỳ thay đổi thời tiết nào liên quan, làm cho một vầng hào quang 22° không đáng tin cậy như một dấu hiệu của thời tiết xấu.

## Thư viện ảnh

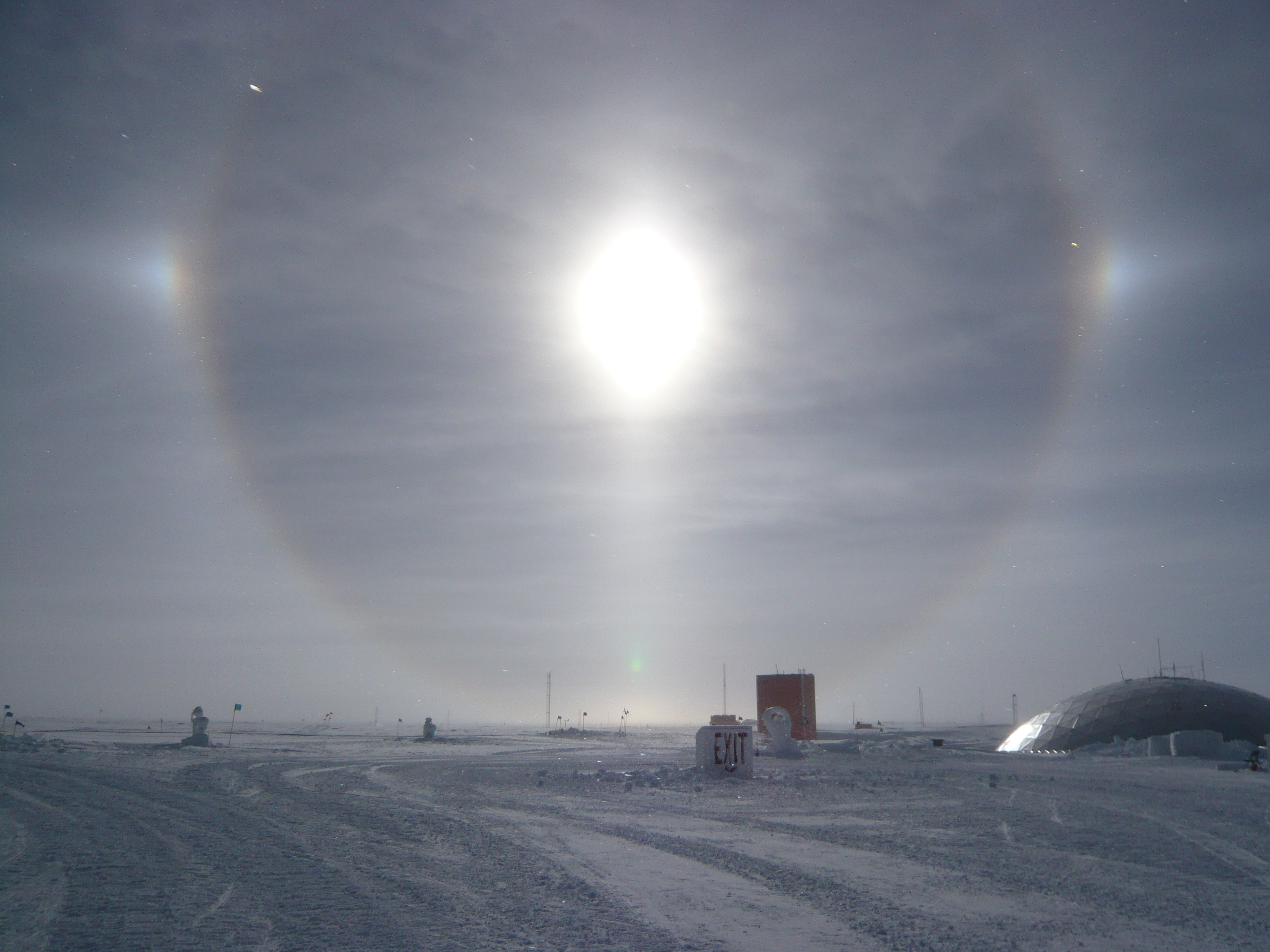
Vầng hào quang 22° quanh Mặt Trời với mặt trời giả và vòng cung tiếp tuyến, hiếm có ở Nam Cực, ngày 12 tháng 1 năm 2009.
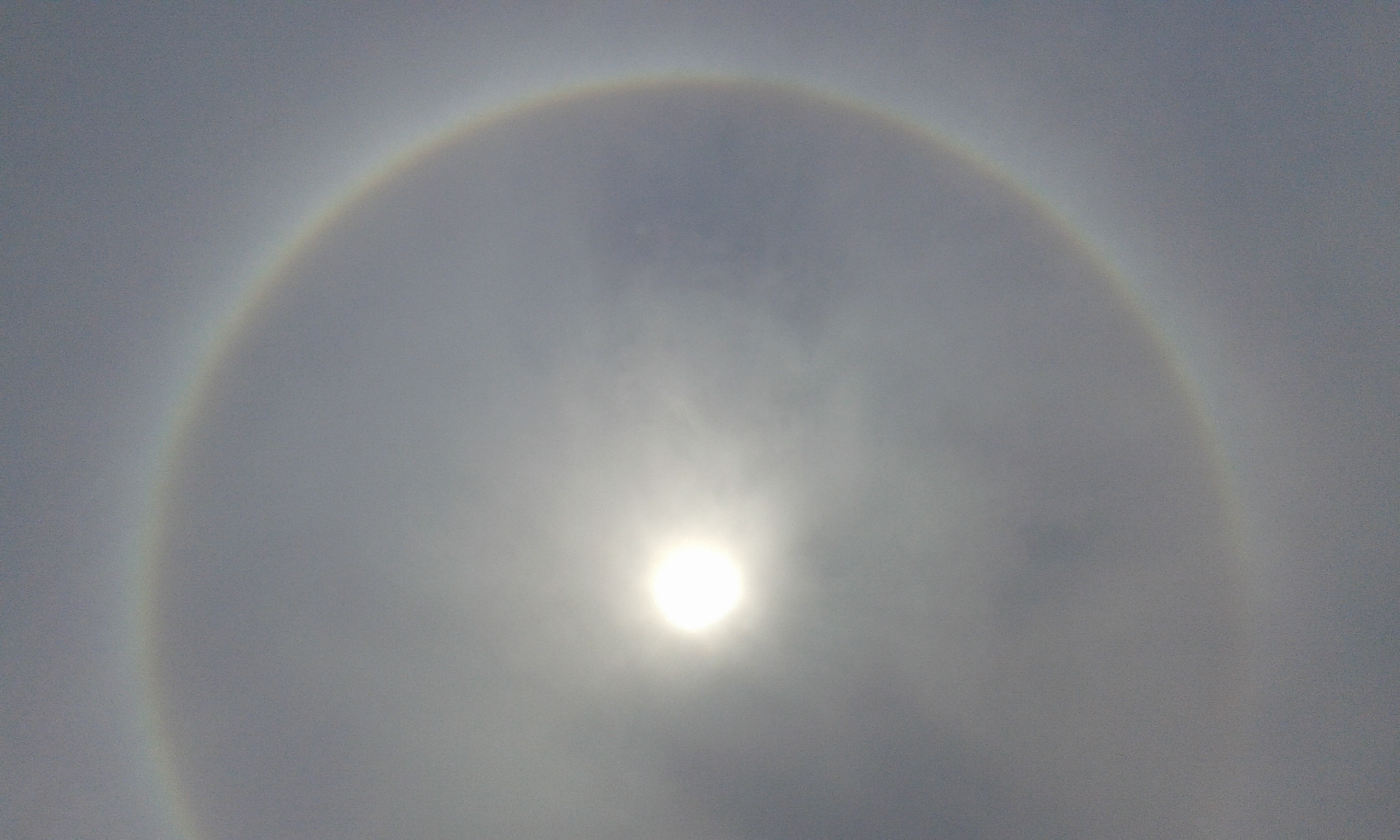
Hào quang 22° quanh Mặt Trời được nhìn thấy ở Kolkata, Ấn Độ vào ngày 30 tháng 4 năm 2016.
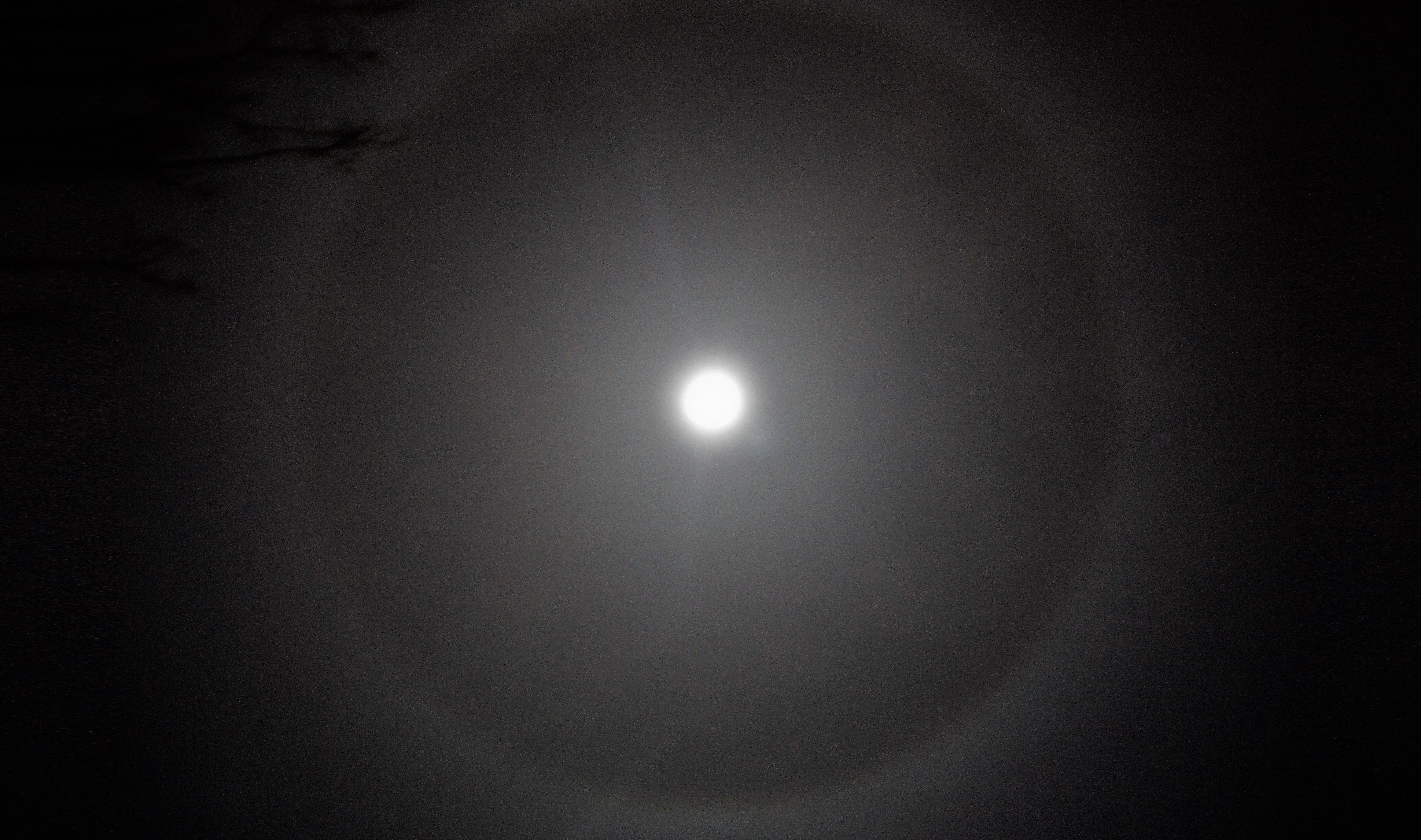
Vòng hào quang tròn 22° được thấy ở Edinburgh, Scotland vào ngày 9 tháng 3 năm 2017.
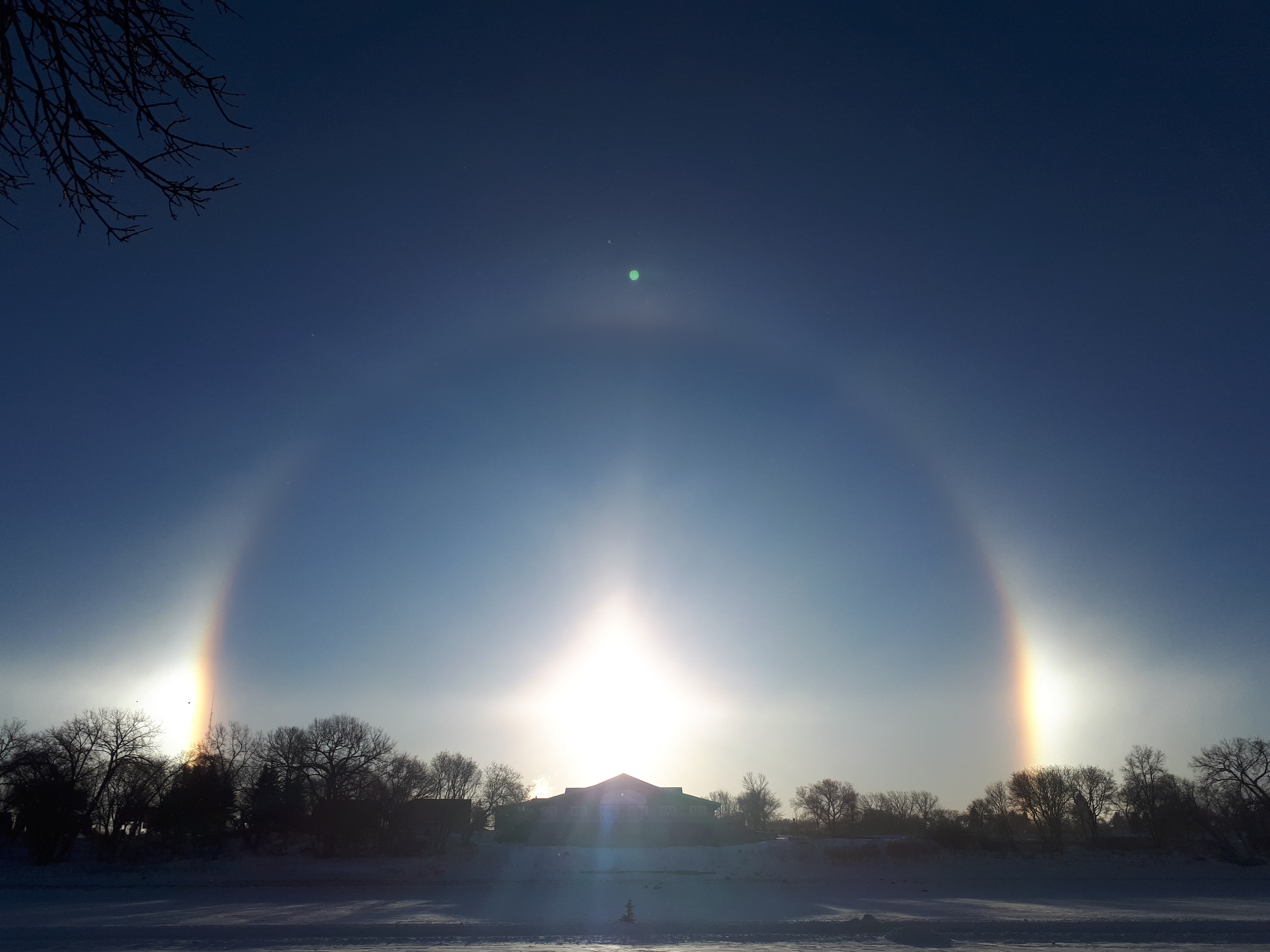
Hào quang 22° với mặt trời giả trên Winnipeg, Manitoba, Canada.

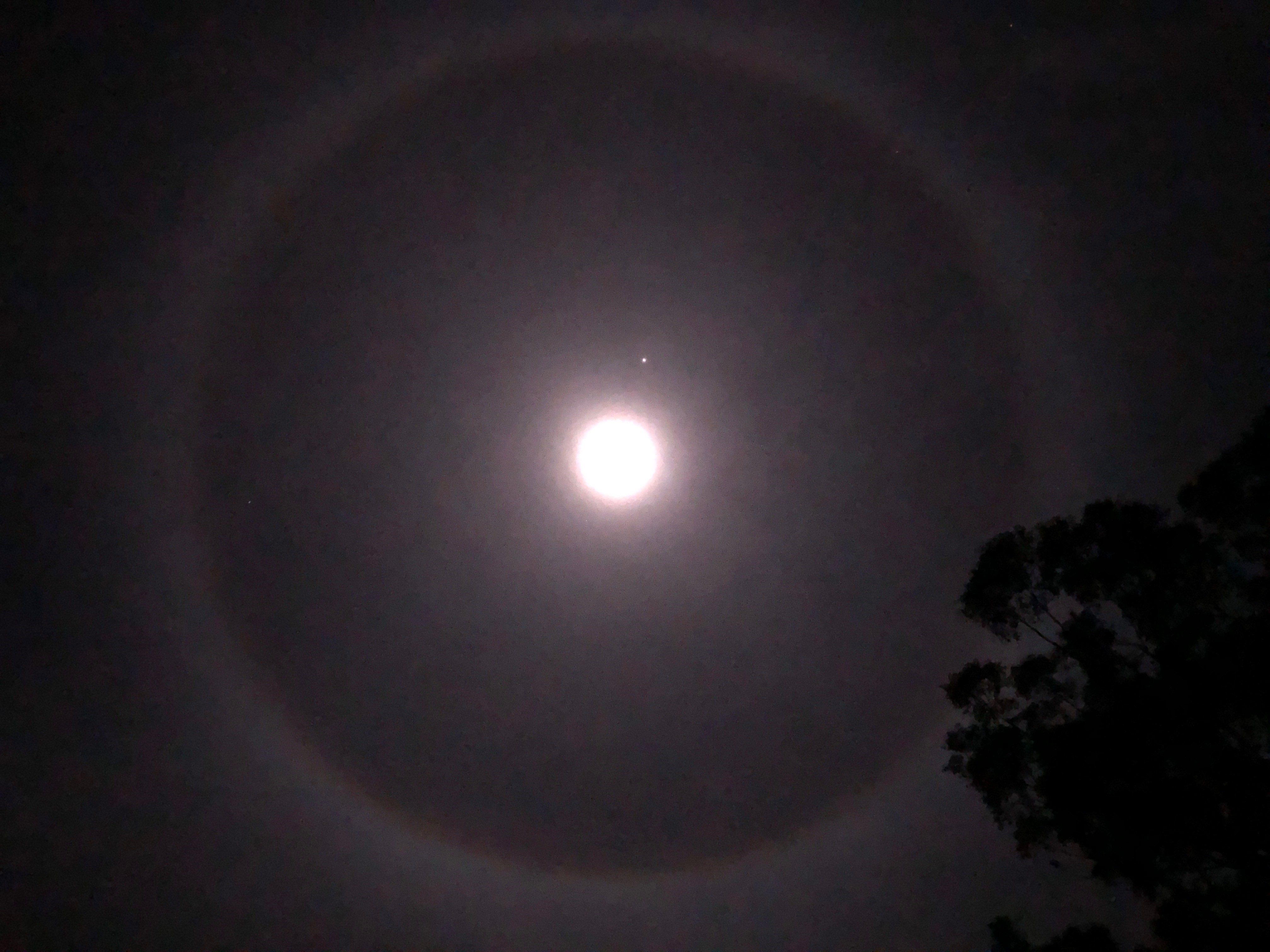
Hào quang Mặt Trăng - Springfield NSW - Australia - 27/05/18